# Tachytrechus indianus
Tachytrechus indianus är en tvåvingeart som först beskrevs av Harmston och Frank Hall Knowlton 1946.  Tachytrechus indianus ingår i släktet Tachytrechus och familjen styltflugor. Inga underarter finns listade i Catalogue of Life.